# Frassineto Po
Frassineto Po je italská obec v provincii Alessandria v oblasti Piemont.
K 31. prosinci 2010 zde žilo 1 463 obyvatel.

## Sousední obce
Borgo San Martino, Breme, Candia Lomellina, Casale Monferrato, Ticineto, Valmacca